# Західноукраїнський спеціалізований дитячий медичний центр
Західноукраїнський спеціалізований дитячий медичний центр  (далі ЗСДМЦ) — дитяча комунальна клініка, яка працює від  1990 року, спочатку як Львівська обласна дитяча спеціалізована клінічна лікарня, згодом отримала сучасну назву. Засновником лікарні є Львівська обласна рада. Лікарня розташована за адресою: м. Львів, вул. Дністерська, 27.

## Спеціалізація
Первісно лікарня створювалась як спеціалізований заклад, який мав надавати медичну допомогу дітям, що постраждали внаслідок Чорнобильської катастрофи. Однак з часом спектр медичної допомоги розширився і тепер тут, окрім лікування різних видів дитячої онкології тут лікують кардіологічні, ревматологічні, пульмонологічні та ендокриинні захворювання дітей та підлітків, працюють пластичні та лазерні хірурги. Лікарня також займається дітьми з важкими ураженнями ЦНС, ниркової недостатності. Окрім поширених серед дітей захворювань фахівці Центру займаються орфанними захворюваннями, як муковісцидоз, синдром мальабсорбції та іншими.

19 січня 2018 року у ЗСДМЦ було заново відкрито відділення онкогематології. У 2017 році коштом благодійників вперше за 25 років було відремонтовано це відділення, яке є єдиним на всю Львівську область 

## Співпраця з благодійними та неурядовими організаціями
Лікарня співпрацює з багатьма українськими, європейськими та американськими благодійними організаціями, як «Світ дитини», «Крила надії», «Порятунок дитини з лейкемією», «Клуб Левів міста Львова» (Україна); «Фонд допомоги дітям Чорнобиля», «Союз українок», «Advanced Medical Care for Ukraine» (США); HumanitarieHulpKinderenOekraïne, «Фонд Святого Христофора для дітей» (Нідерланди), «ChildHealthInternational», «Лінія життя» (Велика Британія), «AssociationVendée-Ukraine» (Франція) та ін.

## Клініка як наукова та навчальна база
Співробітники медичного центру захистили 2 докторські та понад 10 кандидатських дисертацій, опублікували понад 300 наукових робіт, зокрема у зарубіжних наукових журналах.
Також ЗСДМЦ є клінічною базою для кількох кафедр Львівського національного медичного університету ім. Данила Галицького та низки медичних коледжів.

## Відомі лікарі
• Олександр Миндюк (1942—2011) — засновник і перший керівник медичного закладу, керував ним протягом 20 років.
• Скавиш Олег — дитячий ендокринолог, спортсмен-стронгмен, автор численних національних і міжнародних рекордів з тяги зубами.